# Entelea arborescens
Entelea arborescens är en malvaväxtart som beskrevs av Robert Brown. Entelea arborescens ingår i släktet Entelea och familjen malvaväxter. Inga underarter finns listade i Catalogue of Life.

## Bildgalleri

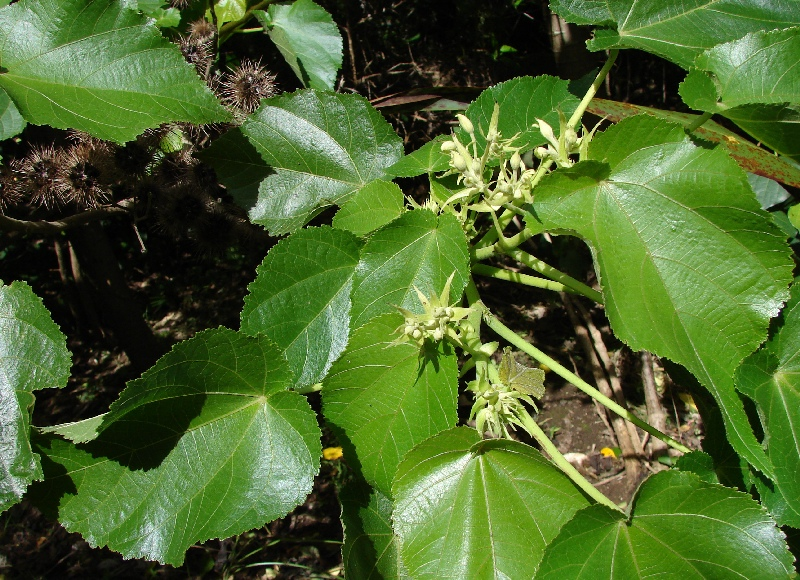
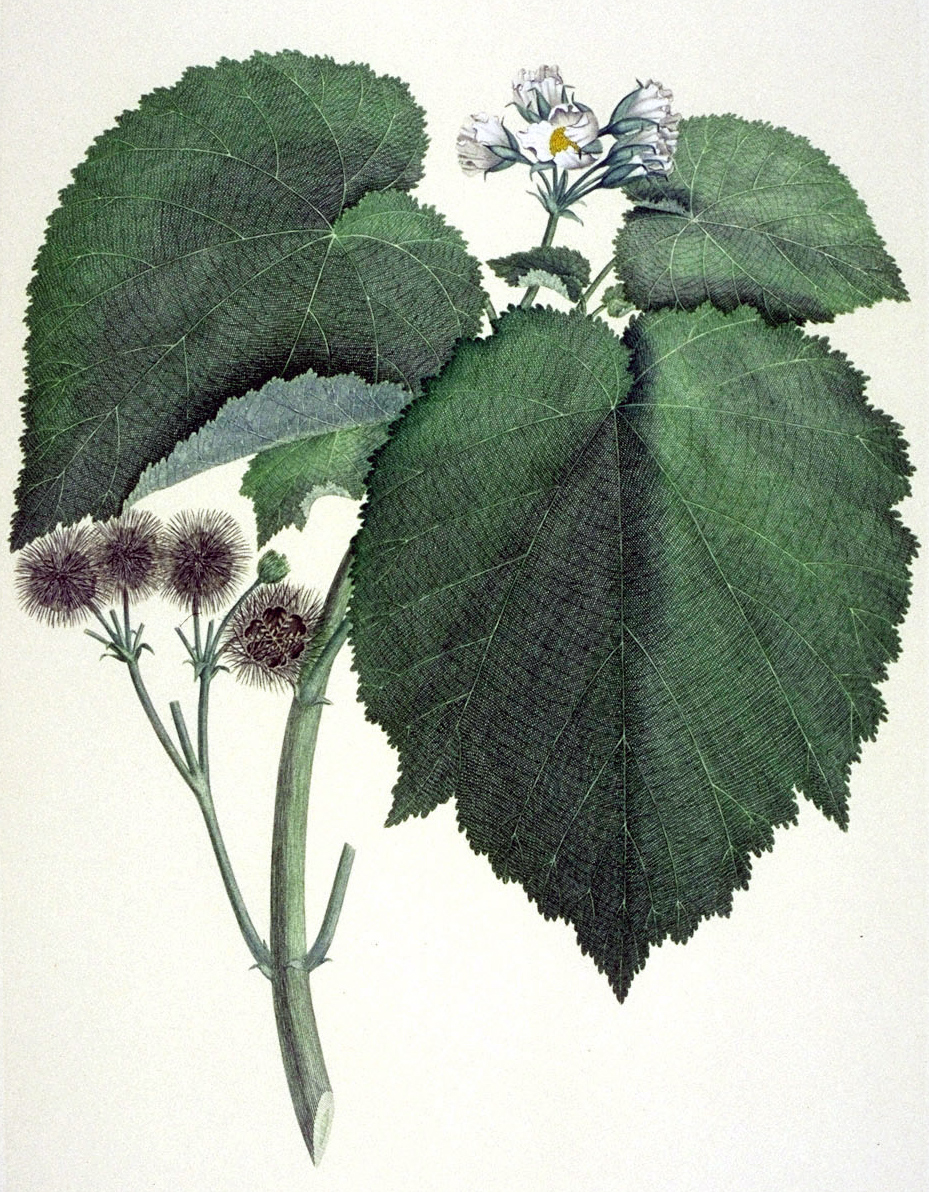
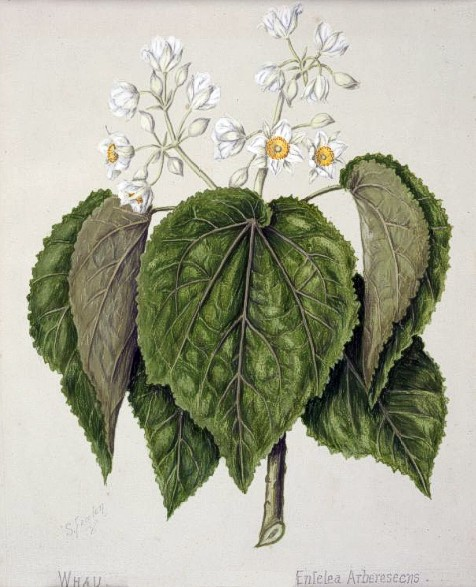
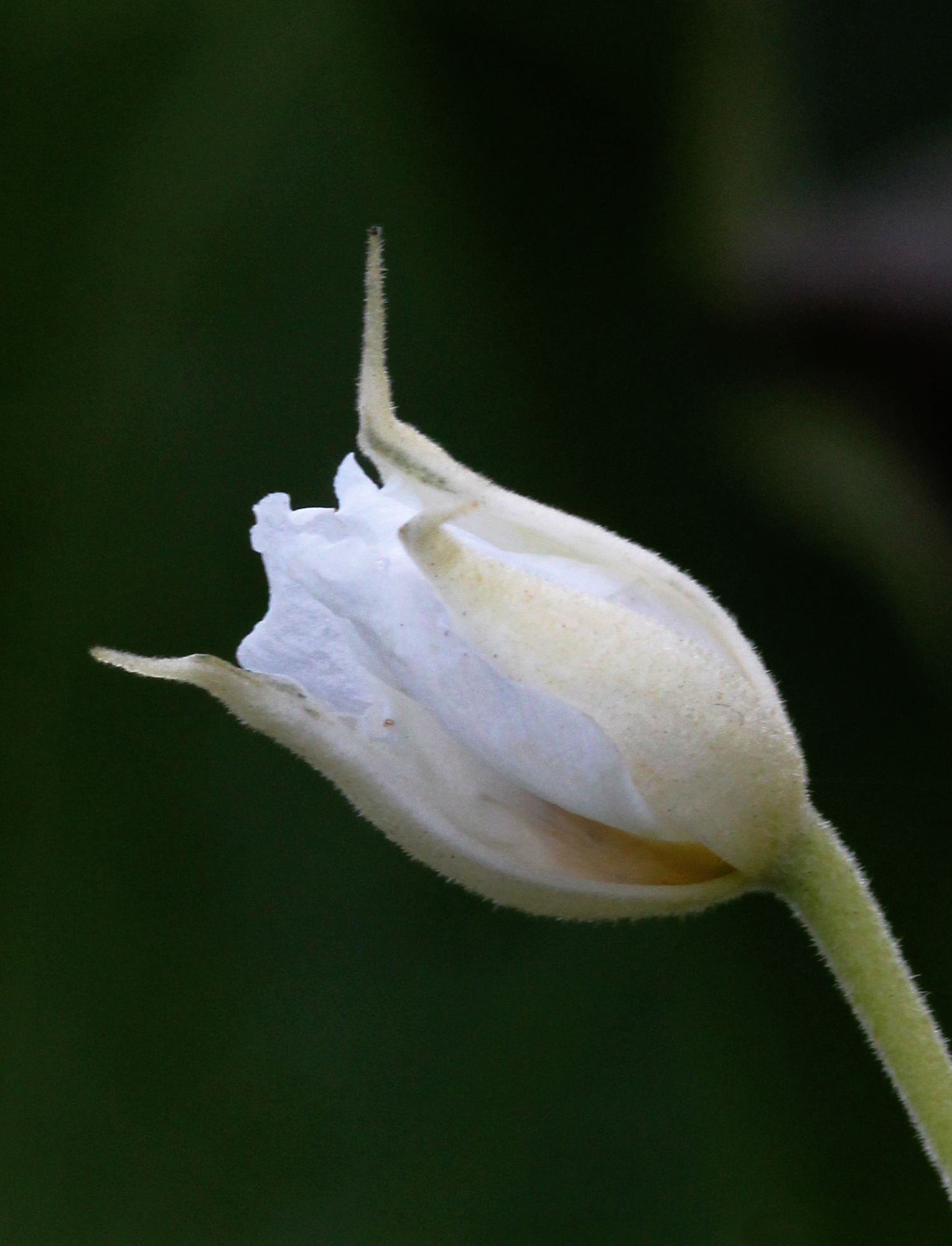
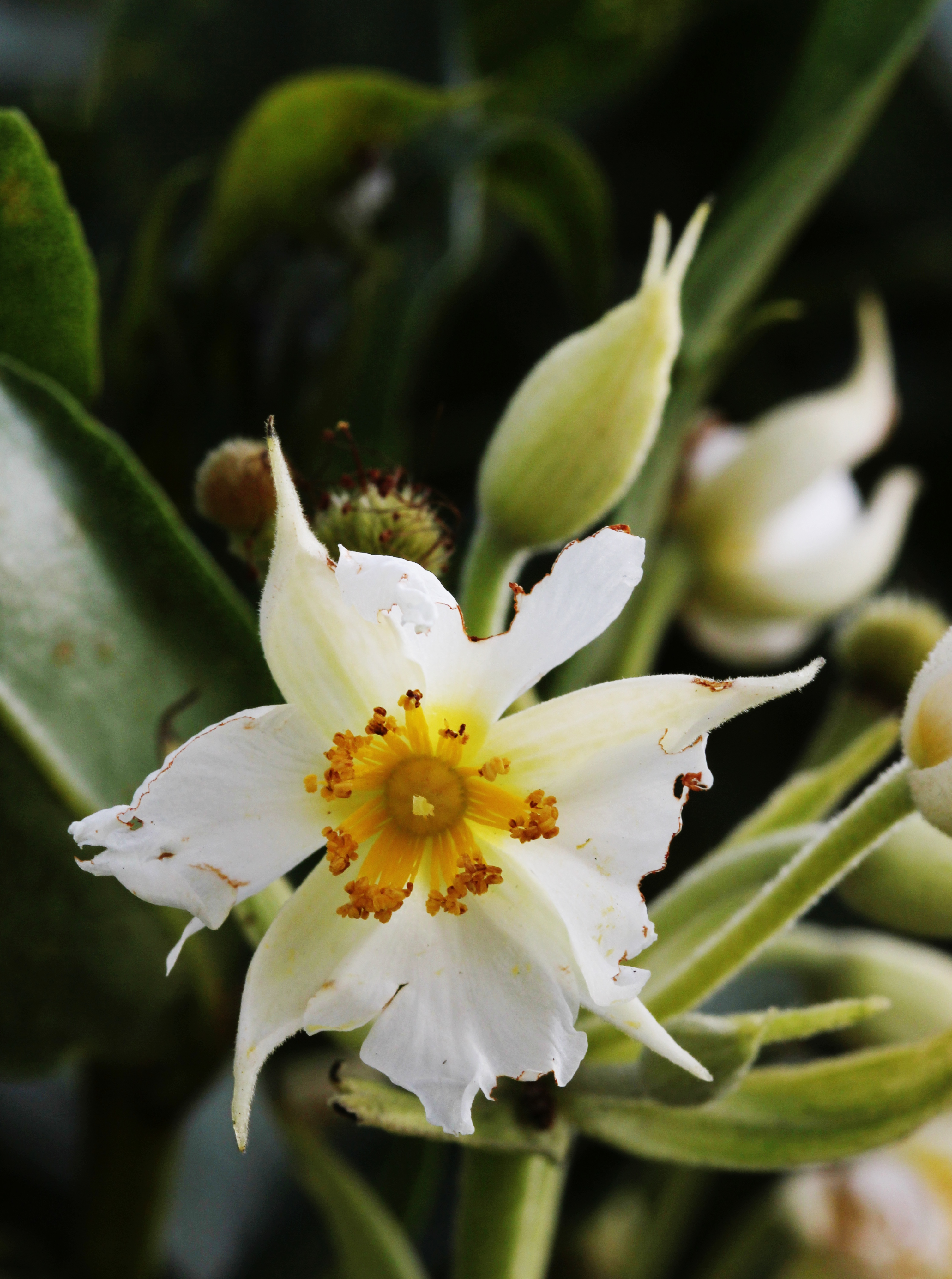
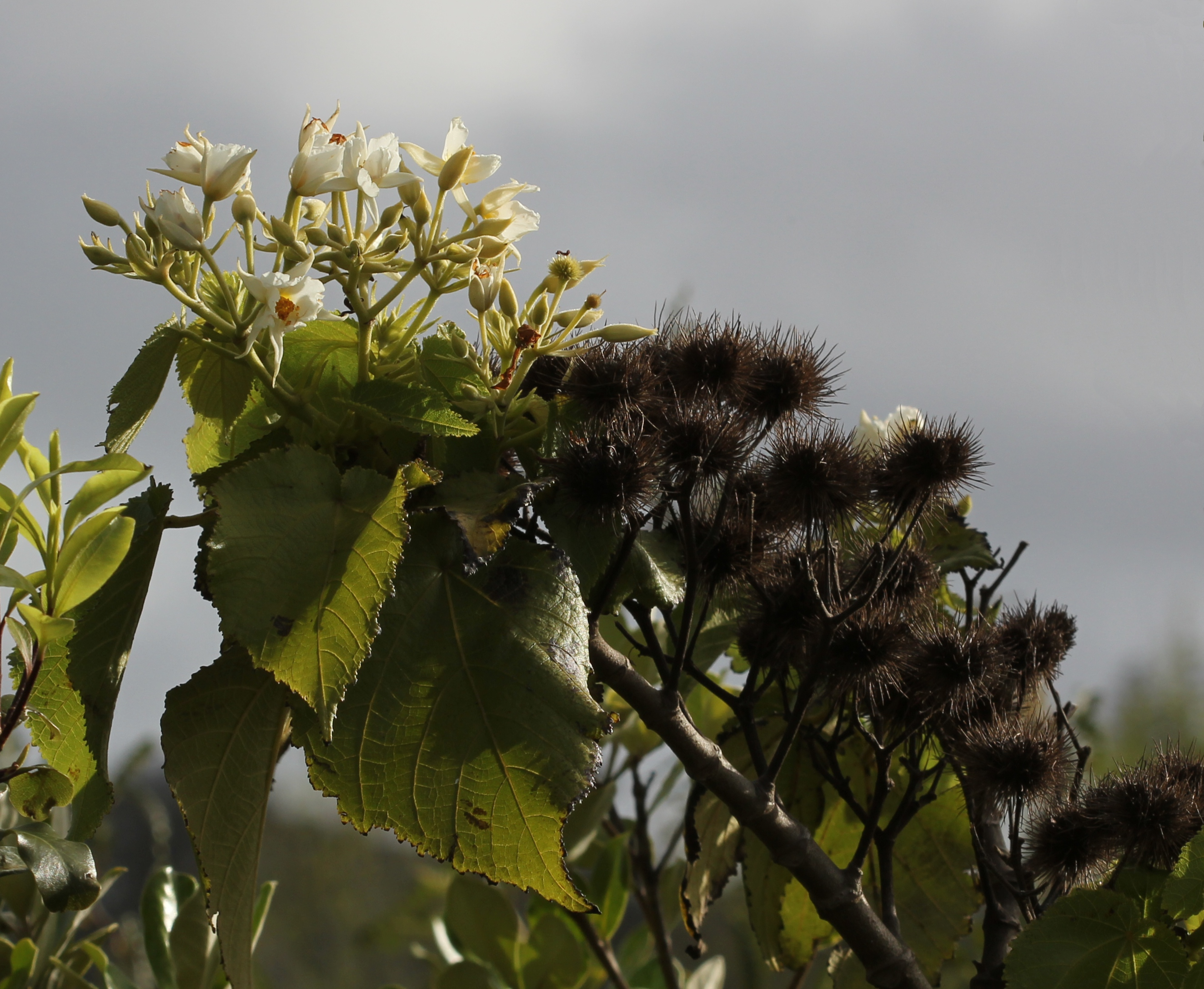